# Campionati europei di tiro a volo
I Campionati europei di tiro a volo (European Championships Shotgun) sono una competizione sportiva biennale organizzata dalla Federazione europea di tiro.

## Storia
La prima edizione venne disputata nel 1956 a San Sebastián, l'anno precedente le gare di tiro a volo erano state comprese nel programma degli Europei di Bucarest, cosa che successivamente è successa in altre undici occasioni.
Nel 2020 e nel 2021 i campionati sono stati annullati a causa della Pandemia di COVID-19.

## Edizioni
| N.    | Anno | Sede             |
| ----- | ---- | ---------------- |
| *     | 1955 | Bucarest         |
| I     | 1956 | San Sebastián    |
| II    | 1957 | Parigi           |
| III   | 1958 | Ginevra / Torino |
| IV    | 1959 | Torino           |
| V     | 1960 | Barcellona       |
| VI    | 1961 | Berna            |
| VII   | 1962 | Beirut           |
| VIII  | 1963 | Brno             |
| IX    | 1964 | Bologna          |
| X     | 1965 | Lisbona          |
| XI    | 1966 | Lahti            |
| XII   | 1967 | Brno             |
| XIII  | 1968 | Namur            |
| XIV   | 1969 | Parigi           |
| XV    | 1970 | Bucarest         |
| *     | 1971 | Suhl             |
| XVI   | 1972 | Madrid           |
| XVII  | 1973 | Torino           |
| XVIII | 1974 | Antibes          |
| XIX   | 1975 | Vienna           |
| XX    | 1976 | Brno             |

| N.     | Anno | Sede              |
| ------ | ---- | ----------------- |
| XXI    | 1977 | Dorset            |
| XXII   | 1978 | Suhl              |
| XXIII  | 1979 | Montecatini Terme |
| XXIV   | 1980 | Saragozza         |
| XXV    | 1981 | Mosca             |
| XXVI   | 1982 | Montecatini Terme |
| *      | 1983 | Bucarest          |
| XXVII  | 1984 | Saragozza         |
| XXVIII | 1985 | Antibes           |
| XXIX   | 1986 | Montecatini Terme |
| *      | 1987 | Lahti             |
| XXX    | 1988 | Istanbul          |
| *      | 1989 | Zagabria          |
| XXXI   | 1990 | Uddevalla         |
| *      | 1991 | Bologna           |
| XXXII  | 1992 | Istanbul          |
| *      | 1993 | Brno              |
| XXXIII | 1994 | Lisbona           |
| XXXIV  | 1995 | Lahti             |
| XXXV   | 1996 | Tallinn           |
| XXXVI  | 1997 | Sipoo             |
| XXXVII | 1998 | Nicosia           |

| N.     | Anno | Sede              |
| ------ | ---- | ----------------- |
| XXXIII | 1999 | Poussan           |
| XXXIX  | 2000 | Montecatini Terme |
| *      | 2001 | Zagabria          |
| XL     | 2002 | Lonato del Garda  |
| XLI    | 2003 | Brno              |
| XLII   | 2004 | Nicosia           |
| *      | 2005 | Belgrado          |
| XLIII  | 2006 | Maribor           |
| *      | 2007 | Granada           |
| XLIV   | 2008 | Nicosia           |
| *      | 2009 | Osijek            |
| XLV    | 2010 | Kazan'            |
| *      | 2011 | Belgrado          |
| XLVI   | 2012 | Larnaca           |
| XLVII  | 2013 | Suhl              |
| XLVIII | 2014 | Sarlóspuszta      |
| XLIX   | 2016 | Lonato del Garda  |
| L      | 2018 | Leobersdorf       |
| LI     | 2019 | Lonato del Garda  |
| LII    | 2022 | Larnaca           |
| LIII   | 2023 | Osijek            |
| LIV    | 2024 | Lonato del Garda  |

- * – Disputati all'interno dei Campionati europei di tiro